# 12069 Michaelbruno
12069 Michaelbruno este o planetă minoră (asteroid) din centura de asteroizi. A fost descoperită pe 20 martie 1998 la Experimental Test Site⁠(d) de Lincoln Near-Earth Asteroid Research. 
Obiectul prezintă o orbită caracterizată de o semiaxă mare de 2,2578334 UAi, o excentricitate de 0,18, o înclinație de 7,13737 ° în raport cu ecliptica.